# Ronald Websterpark
Het Ronald Websterpark is een multifunctioneel stadion in The Valley, Anguilla. Het stadion wordt vooral gebruikt voor voetbal- en cricketwedstrijden. In het stadion is plaats voor 4.000 toeschouwers. Het stadion werd in 1979 geopend.